# Batalla de Fano

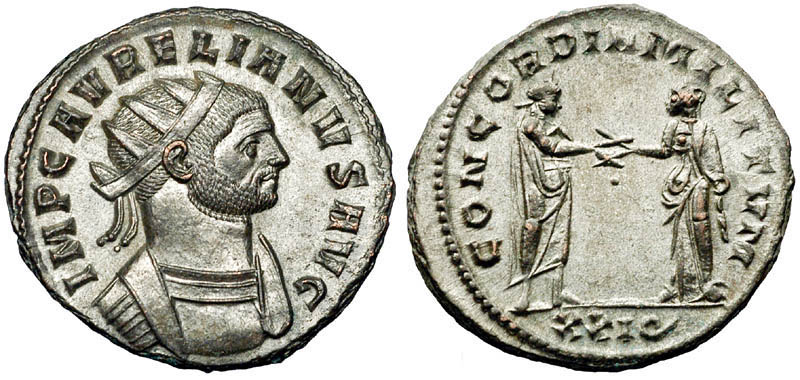
Moneda con la efigie de Aureliano

La batalla de Fano o batalla de Fanum Fortunae se libró en 271 entre el Imperio romano y la tribu alamana de los jutungos. Los romanos dirigidos por el emperador Aureliano salieron victoriosos.

## Contexto
Aureliano había sido derrotado por los jutungos en la batalla de Placentia en 271. Sin embargo, tras la derrota había reorganizado a sus hombres y perseguido a los jutungos que se dirigían contra una Roma indefensa.

## La batalla
Finalmente, el ejército romano alcanzó a los jutungos y forzó una batalla a la altura del río Metauro, justo en el interior de Fano. El momento crucial de la batalla ocurrió cuando los jutungos fueron rodeados contra el río de modo que la línea germana fue empujada hacía su orilla, de modo que, sin escapatoria, muchos jutungos cayeron al agua y murieron ahogados.